# A Great Day in Harlem (film)
A Great Day in Harlem è un documentario del 1994 diretto da Jean Bach candidato al premio Oscar al miglior documentario.